# Maxomys dollmani
Maxomys dollmani is een knaagdier uit het geslacht Maxomys dat voorkomt op Celebes. Hij is gevonden in de Quarles Mountains in het zuiden van Midden-Celebes en op Gunung Tanke Salokko in het zuidoosten. Waarschijnlijk is deze soort het nauwste verwant aan een onbeschreven soort uit Midden-Celebes. Vroeger werd hij als een ondersoort van M. hellwaldii (toen nog Rattus hellwaldii) gezien.
M. dollmani heeft een lange, dikke en zachte vacht. De rug is donker oranjebruin, de onderkant grijs. De staart is van boven grijsbruin en van onder ongepigmenteerd. Ook de punt (een derde) is ongepigmenteerd. De staart is bedekt met vrij lange haren; er zitten 14 tot 16 schubben per centimeter op. De achtervoeten zijn bedekt met fijne, korte lichtgrijze haren. De kop-romplengte bedraagt 145 tot 175 mm, de staartlengte 180 tot 221 mm, de achtervoetlengte 37 tot 38 mm en de oorlengte 21 tot 22 mm. Vrouwtjes hebben drie paren van mammae (een postaxillarieel, een abdominaal en een inguinaal paar).